# Bistrichko Branichté

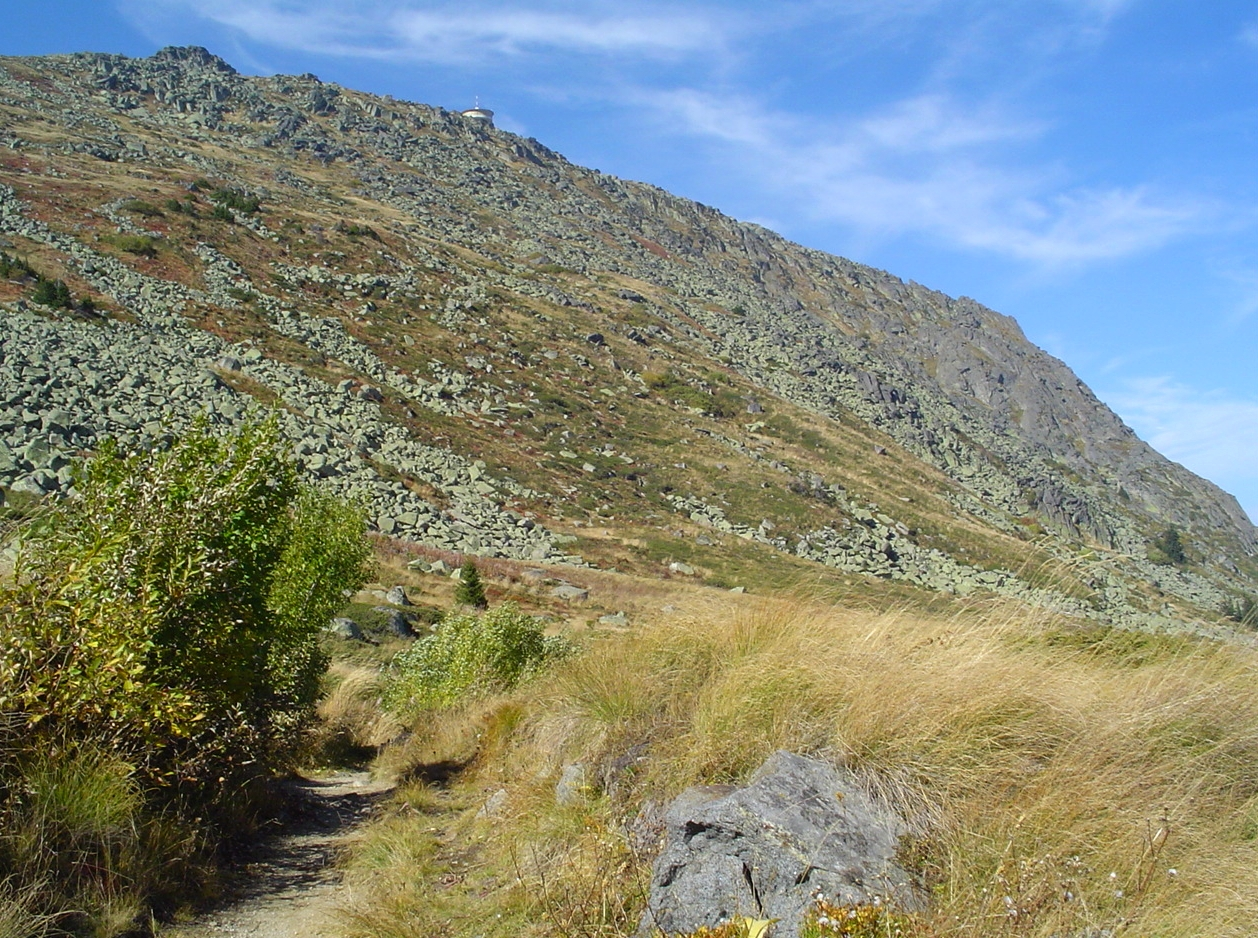
Un sendero en las colinas del pico Golyam Rezen cruzando la parte superior de Bistrishko Branishte.

Bistrishko Branishte (en búlgaro, Бистришко бранище) es una reserva natural en el monte Vitosha en Bulgaria que comprende las laderas orientales de los picos Golyam Rezen (2277 m), Malak Rezen (2191 m) y Skoparnik (2226 m), las laderas septentrionales del pico Golyam Kupen (1930 m), y los valles superiores del río Vitoshka Bistritsa y del río Yanchevska. Tiene una extensión de 1061,6 ha y una altitud de entre 1430 y 2277 m s. n. m.

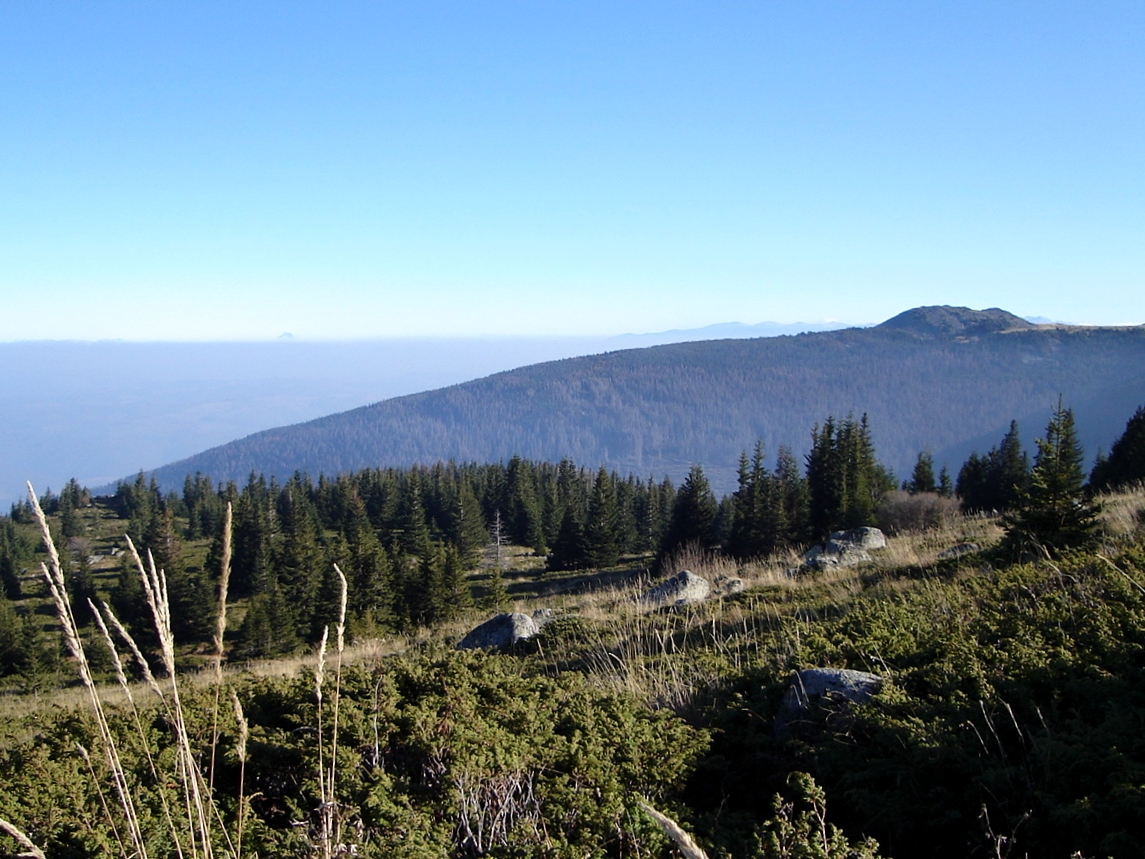
Frontera oriental de Bistrishko Branishte, con el pico Golyam Kupen en el fondo.

La reserva se creó en el año 1934, junto con el parque natural Vitosha del que forma parte. Desde el año 1977 Bistrishko Branishte ha sido una reserva de la biosfera bajo el Programa sobre el Hombre y la Biosfera de la UNESCO.
Más del 50% del territorio está cubierto de bosque (predominantemente, spruce), con una media de 100-120 años de edad. Hay varios pedregales en la zona subalpina, en parte penetrando en el bosque también. Los animales más grandes que se encuentran en la reserva incluyen el ciervo, el jabalí, el lobo y el oso.
Bistrishko Branishte atrae muchos turistas del cercano Centro Aleko situado frente al límite noroeste de la reserva. A los visitantes no se les permite apartarse de los senderos que unes Aleko, el pueblo de Bistritsa (tres recorridos corren paralelos al río Bistritsa, río Yanchevska y el sitio de la vía Pogledets), Cherni Vrah, y el pueblo de Zheleznitsa.

## Véase también

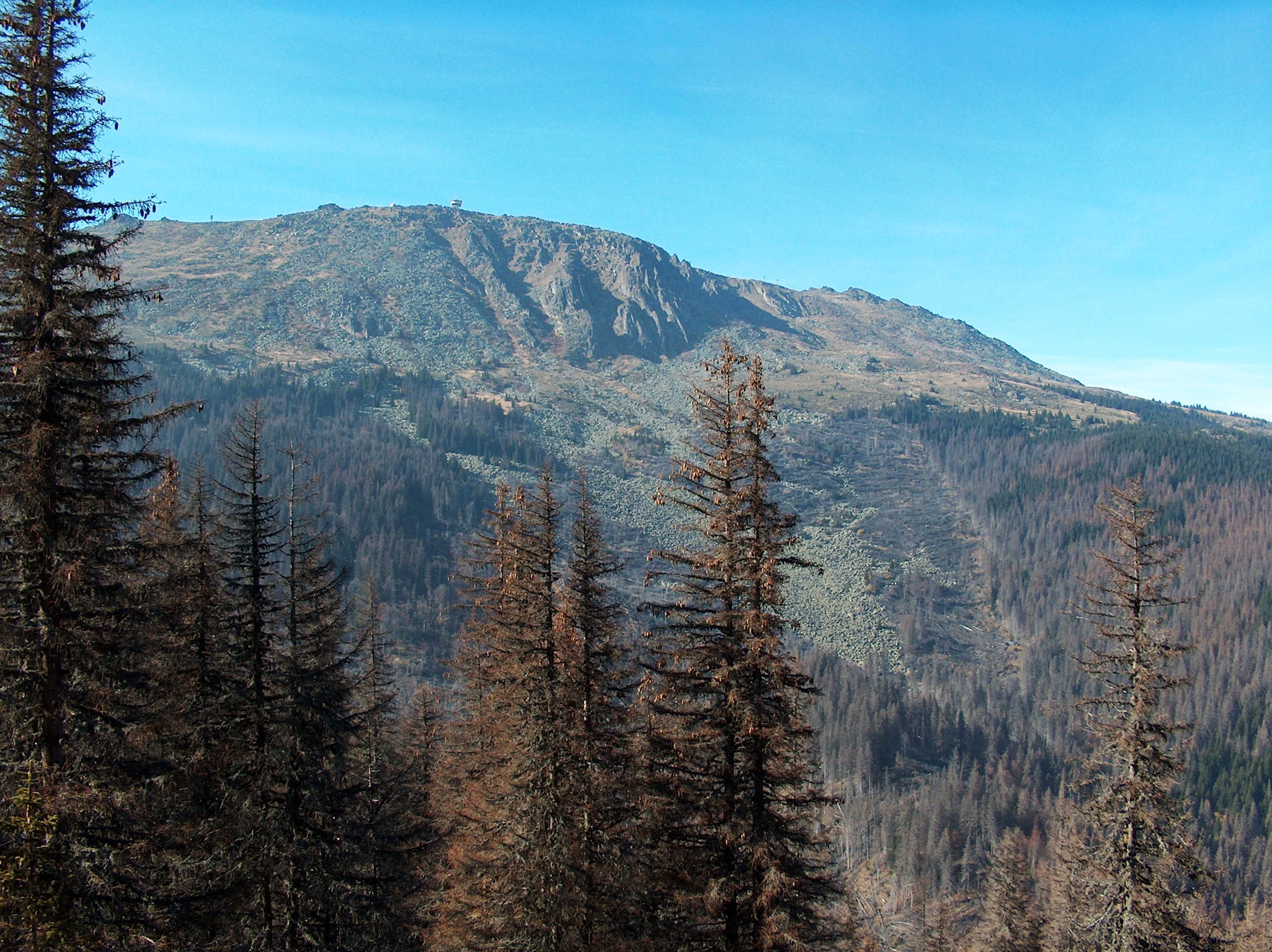
Bistrishko Branishte desde cerca del pico Golyam Kupen, con los picos Golyam Rezen y Malak Rezen en el fondo.